# 의점포항
의점포항은 대한민국 충청남도 태안군 고남면 고남리에 있는 어항이다. 2004년 12월 24일 어촌정주어항으로 지정하여 관리하고 있다. 관리청은 태안군, 시설관리자는 태안군수이다.

## 어항 구역
본 항의 어항 구역은 다음과 같다.
- 수역: 어항진입로 시점에서 동측 260m 지점에서 S30°W방향으로 105m 이동하고, N30°W 방향으로 230m이동하고, 정북방향으로 100m 이동하고 이점에서 정동방향으로 140m 그은 선이 해안선과 맞닿는 선내 공유수면(25,000m2)[1]
- 육역: 6,965m2

## 개발계획
2008년 12월 10일 고시된 본 항의 개발 계획은 다음과 같다.
- 방파제 40m, 물양장 80m, 친수호안 25m, 육상시설 4,320m2

## 주요 어종
- 우럭, 노래미, 농어, 실치, 까나리